# Otochilus lancilabius
Otochilus lancilabius är en orkidéart som beskrevs av Gunnar Seidenfaden. Otochilus lancilabius ingår i släktet Otochilus och familjen orkidéer. Inga underarter finns listade i Catalogue of Life.